# Henrique Rüth
Dom Henrique Rüth C.S.Sp. (nascido Heinrich Rüth, 4 de janeiro de 1913 - 23 de outubro de 2006) foi um bispo católico alemão.
Rüth juntou-se aos Espiritanos e emitiu os primeiros votos em Heimbach em 1935. Estudou no seminário dos Espiritanos em Knechtsteden, onde foi ordenado prematuramente em 1939, por causa da eclosão da Segunda Guerra Mundial. Pouco depois, foi convocado para a Wehrmacht, destacado como soldado médico na Frente Oriental e feito prisioneiro de guerra. Após sua libertação, trabalhou pela primeira vez na pastoral e como professor de alemão e línguas antigas em Donaueschingen, antes de ser enviado ao Brasil em 1949. Atuou em várias paróquias do distrito de Alto Juruá antes de ser nomeado superior distrital em 1964, contando com o auxílio de Pe. Luís Herbst.
Foi nomeado pelo Papa Paulo VI em 21 de junho de 1966 como prelado-coadjutor do Juruá e bispo-titular de Leptiminus. Recebeu a sagração episcopal em 2 de outubro do mesmo ano, através de Dom Franz Hengsbach, bispo de Essen. Os co-consagradores foram Julius Angerhausen, bispo-auxiliar de Essen, e Peter Kelleter CSSp, bispo de Bethlehem (África do Sul).
Tornou-se prelado do Juruá em 7 de fevereiro de 1967 e renunciou em 26 de maio de 1978 à sé titular de Leptiminus. Com a elevação da Prelatura Territorial do Juruá à Diocese de Cruzeiro do Sul, em 25 de junho de 1987, tornou-se o primeiro bispo da nova diocese. Em 7 de dezembro de 1988, renunciou ao cargo.
Em seus anos de serviço, Dom Henrique cuidou da formação de professores e catequistas, além dos religiosos e padres. Organizou um seminário menor e depois maior para o treinamento do clero local. Concluiu a construção da Catedral de Cruzeiro do Sul, construiu uma casa para idosos e uma estação de rádio e televisão. Ajudou na educação dos seringueiros sobre seus direitos e seu sindicato na luta contra os barões da borracha.
Dom Henrique foi consagrador principal de Dom Luís Herbst, CSSp (1979), seu coadjutor.
Dom Henrique passou a residir ao lado do orfanato de Cruzeiro do Sul, que havia desenvolvido para os filhos dos leprosos. Faleceu em seu apartamento particular.